# Kowiesy (općina)
Kowiesy je ruralna poljska općina (poljski: gmina) u kotaru Skierniewice (Vojvodstvo Lodz) u centralnoj Poljskoj. Sjedište općine se nalazi u mjestu Kowiesy.
Općina pokriva površinu od 85,63 km². Godine 2006. broj stanovnika je bio 3.035.

## Naseljena mjesta
Borszyce, Budy Chojnackie, Chełmce, Chojnata, Chojnatka, Chrzczonowice, Franciszków, Jakubów, Janów, Jeruzal, Kowiesy, Lisna, Michałowice, Nowy Lindów, Nowy Wylezin, Paplin, Paplinek, Pękoszew, Stary Wylezin, Turowa Wola, Ulaski, Wędrogów, Wola Pękoszewska, Wólka Jeruzalska, Wycinka Wolska, Wymysłów and Zawady.